# 肖榮生
肖荣生（5月11日—），中国內地男演員。

## 個人經歷
自從出道以來，憑借着陽剛魅力和一身正氣，成功釋演了多位警察角色。被觀眾稱爲“忠情探長”。 1994年榮穫上海影評人協會最佳男主角《都市情話》，1994年榮穫飛天獎最佳男配角，1995年榮穫電影表演藝術學會金鳳凰獎。

## 影視作品

### 電影
- 1991年《开天辟地》
- 1991年《义胆忠魂》
- 1992年《走出地平线》
- 1993年《六指琴魔》
- 1993年《黑鹰使者》
- 1993年《都市情话》
- 1994年《奥菲斯小姐》
- 1994年《生死千里》
- 1995年《笑傲云天》
- 2002年《面对生命》
- 2003年《背水一战》
- 2017年《邹碧华》(客串)
- 2018年《那些女人》

### 電視劇
- 大屋的丫环们（1993年）
- 大上海屋檐下（1994年）
- 天下財富（1997年）   飾演：江海洋
- 南方有嘉木（1997年）
- 殺出集中營（1997年）
- 渴望激情（1999年）  飾演：尹初
- 情長路更長（2000年） 飾演：彭少康
- 別忘了要回家（2001年）
- 不回家的男人（2001年）
- 昨日英雄（2002年） 飾演：彭大勇
- 悲情紅與黑（2002年） 飾演：操盤手
- 保衛愛情（2003年） 飾演：李強
- 危情杜鵑（2004年） 飾演：張正軍
- 別說愛情苦（2004年）
- 我的功夫女友（2004年） 飾演：姚軍
- 楚漢風雲（2004年） 飾演：刘邦
- 非常女警（2006年） 飾演：那森
- 終極記憶（2006年） 飾演：肖勇
- 瘋狂的麥穗（2007年） 飾演：金玉山
- 射鵰英雄傳（2008年）  飾演：段智興
- 野狼（2009年） 飾演：徐福
- 雷鋒（2009年） 飾演：彭茂林
- 壩上街（2009年） 飾演：任放
- 遠山的紅葉（2009年） 飾演：章義
- 戰火的青春（2009年）
- 皇家警察實錄II（2010年）
- 月嫂（2010年） 飾演：鍾偉強
- 蛙女（2010年） 飾演：夏良
- 節振國傳奇（2011年）  飾演：國軍中將
- 天津天津之九河入海（2012年）  飾演：劉德顯
- 我要當八路（2012年）
- 軒轅劍之天之痕（2012年） 飾演：陳後主
- 紅狐行動（2013年）  飾演：王德財
- 畫皮之真愛無悔（2013年） 飾演：司徒巫師
- 隋唐演義（2013年） 飾演：楊林
- 胭脂霸王（2013年）  飾演：王爺
- 秦時明月（2015年） 飾演：秦始皇贏政
- 嫂子嫂子（2015年） 飾演：丁岱宗
- 英雄不流泪（2015年） 飾演：许局长
- 彝海结盟（2016年） 飾演： 拉莫头人
- 我的爱情撞上了战争（2016年） 飾演： 高吾桥
- 大軍師司馬懿之軍師聯盟（2017年） 飾演：趙雲
- 龍珠傳奇（2017年） 飾演：鰲拜
- 我的1997（2017年） 飾演：海叔
- 烈火如歌（2018年） 飾演：烈明镜
- 袁崇焕（2018年） 飾演：努爾哈赤
- 穿甲弹（2018年）
- 倚天屠龍記（2019年） 飾演：殷天正
- 特赦1959（2019年） 飾演：杜聿明
- 烈火军校（2019年） 飾演：張司令
- 不负人民（待播）
- 太白传奇（待播,2009年拍攝） 飾演：赵万里

## 話劇
- 《安娜桂丝蒂》
- 《桥头眺望》
- 《挂在墙上的老B》又名《鸿门宴》

## 獲獎
- 1994年“上海影評人獎”最佳男演員獎
- 1994年榮穫飛天獎最佳男配角
- 1995年穫電影表演藝術學會金鳳凰獎

## 外部連結
- 肖榮生的新浪微博
- 肖榮生在互联网电影资料库（IMDb）上的資料（英文）